# Władysław Zwiejski
Władysław Zwiejski, ps. Jaruga, Kurzawa, Łada (ur. 18 czerwca 1908 w Ruszkowie, zm. 10 kwietnia 1998 w Pasłęku) – polski działacz  ludowy i społeczny, prawnik, dowódca podokręgu IIIc i Obwodu Opatów Batalionów Chłopskich, podpułkownik.

## Życiorys
Urodził się w rodzinie chłopskiej. Ukończył gimnazjum w Ostrowcu Świętokrzyskim. W 1928 rozpoczął działalność w ZMW „Wici” w rodzinnej miejscowości. W latach 1928–1929 odbył przeszkolenie wojskowe w Szkole Podchorążych Rezerwy Piechoty w Gródku Jagiellońskim. W 1929 wstąpił do PSL „Wyzwolenie”, a od 1931 należał do SL. Studia prawnicze na Wydziale Prawa Uniwersytetu Warszawskiego podjął w 1929 i ukończył je w 1933, uzyskując tytuł magistra prawa. W latach 1929–1935 działał w ramach Polskiej Akademickiej Młodzieży Ludowej. Po zakończeniu studiów podjął pracę w Urzędzie Skarbowym w Krzemieńcu, gdzie pracował w latach 1934–1937. Następnie zatrudnił się jako referent prawny w Liceum Krzemienieckim, gdzie pracował do 1939. Współpracował z redakcjami czasopism „Strażnica” (tygodnik) i „Życie Krzemienieckie” (miesięcznik).
W czasie agresji miemieckiej na Polskę walczył jako dowódca plutonu w stopniu porucznika, w obronie Lwowa. Do marca 1940 ukrywał się przed NKWD w Krzemieńcu i we Lwowie, potem przedostał się przez zieloną granicę do Generalnej Guberni, w rodzinne strony. W marcu 1940 objął stanowisko przewodniczącego powiatowego kierownictwa SL „Roch” w powiecie opatowskim i jako jego przedstawiciel, oddelegowany do Związku Walki Zbrojnej. Był współautorem pierwszej instrukcji organizacyjnej Straży Chłopskiej i twórcą późniejszej nazwy Bataliony Chłopskie. Organizował struktury Batalionów Chłopskich w powiecie opatowskim. Był dowódcą podokręgu III c i Obwodu Opatów tej organizacji, a po scaleniu z AK, zastępcą komendanta AK Obwodu Opatów. W latach 1941–1942 był redaktorem podziemnej gazety „Wiadomości radiowe”, a następnie takich gazet jak „Bądź gotów” i „Walka o Nową Polskę”. Na podstawie stanu organizacyjnego w poszczególnych obwodach (na dzień 1 lipca 1944) oraz rozwoju liczebnego w okręgu Kielce w latach 1941-44, określa się jego obwód jako jeden z najbardziej prężnych pod względem organizacyjnym i bojowym. 
Po zakończeniu II wojny światowej wstąpił do PSL, a następnie do ZSL. 18 grudnia 1946, w przeddzień upływu terminu składania list wyborczych na wybory 19 stycznia 1947, został aresztowany i był przetrzymywany do 23 grudnia 1946. Po wyborach w 1947, jako pełnomocnik listy PSL w okręgu wyborczym nr 13 obejmującym powiaty: Opatów, Pińczów,Stopnicę i Sandomierz, napisał i złożył protest wyborczy w związku ze stwierdzonymi fałszerstwami, pobiciami, i aresztowaniami ludowców mikołajczykowskich. W sumie aresztowany kilkukrotnie przez funkcjonariuszy Urzędu Bezpieczeństwa. Jeszcze w 1947 uczestniczy w pracach Komisji Organizacyjnej Liceum Warmińsko-Mazurskiego w Szczytnie, jako kontynuacji Liceum Krzemienieckiego. Szkoła nigdy nie powstała. We wrześniu 1947 wraz z żoną Marią Mirosławą z d. Chadaj i dzieckiem przeniósł się na Ziemie Odzyskane. Ukończył aplikację sędziowską i w latach 1948-1950 pracował najpierw na stanowisku p.o. sędziego śledczego Sądu Okręgowego, potem prokuratora Prokuratury Okręgowej w Pasłęku. Następnie pracował jako radca prawny w różnych spółdzielniach, przedsiębiorstwach i instytucjach w Pasłęku i na terenie powiatu pasłęckiego. Przez kilkadziesiąt lat społecznie udzielał porad prawnych. W 1973 przeszedł na emeryturę.  
Patron gimnazjum w Sadowiu od października 2000 do wygaszenia tego typu szkół w 2019

## Publikacje
- Walczyli w Chłopskich Batalionach. Z dziejów podziemnego ruchu ludowego w obwodzie opatowskim 1939–1944
- Moje wspomnienia[3].

## Ordery i odznaczenia
- Krzyż Srebrny Orderu Virtuti Militari
- Krzyż Walecznych
- Krzyż Partyzancki
- Złoty Krzyż Zasługi z Mieczami